# غونتر شنايدر (لاعب كرة قدم)
غونتر شنايدر (بالألمانية: Günter Schneider)‏ (و. 1924 – 2000 م) هو لاعب كرة قدم من ألمانيا، وألمانيا الشرقية، كان عضوًا في الحزب النازي، توفي في برلين، عن عمر يناهز 76 عاماً.

## روابط خارجية
- غونتر شنايدر على موقع قاعدة بيانات كرة القدم.إي يو (الإنجليزية)
- غونتر شنايدر على موقع ناشيونال فوتبول تيمز (الإنجليزية)
- غونتر شنايدر على موقع عالم كرة القدم.نت (الإنجليزية)